# Karripurcellia sierwaldae
Espèce
Synonymes
- Milipurcellia sierwaldae (Giribet, 2003)

Karripurcellia sierwaldae est une espèce d'opilions cyphophthalmes de la famille des Pettalidae.

## Distribution
Cette espèce est endémique du South West en Australie-Occidentale. Elle se rencontre vers Pemberton.

## Étymologie
Cette espèce est nommée en l'honneur de Petra Sierwald.

## Publication originale
- Giribet, 2003 : « Karripurcellia, a new pettalid genus (Arachnida: Opiliones: Cyphophthalmi) from Western Australia, with a cladistic analysis of the family Pettalidae. » Invertebrate Systematics, vol. 17, no 3, p. 387-406.